# 荘口彰久
荘口 彰久（そうぐち あきひさ、1968年5月19日 - ）は、フリーアナウンサー。アミューズ所属。

## 来歴
熊本県熊本市出身。熊本県立熊本高等学校、1992年3月に早稲田大学法学部を卒業後、同年4月ニッポン放送に入社。同期は、現：CP局報道スポーツコンテンツセンタースポーツ部アナウンサーの山内宏明、元アナウンサーで、現相撲ジャーナリストの下角陽子、元アナウンサーの仲佐かおり、根岸紀子である。主に音楽番組やバラエティ番組を担当し、『伊集院光のOh!デカナイト』では、外回りリポーターを担当した。また、1995年からはニッポン放送では珍しいアニラジ番組を担当していた。
ニッポン放送の就職試験の最終面接時に荘口は、試験官から「どんなアナウンサーになりたいですか?」と問われ、フリー志望ではなかったのにもかかわらず、思わず「35歳でフリーになりたいと思ってます」と口を滑らせた。その手前、荘口も入社以後の30歳頃から「それを実行したらどうなるかな…」と密かに心の中で退社へのカウントダウンを始めていた。2004年5月、会社の同僚等に前もって知らせることなくニッポン放送を退職。
荘口自身、所属先を決めていない状態でフリーになったため、「フリーターアナウンサー」を自称していた時期がある。しかし、同年10月に『福山雅治のオールナイトニッポンサタデースペシャル・魂のラジオ』の単発企画「今年はこの子を抱け!売れ筋アイドルカレンダー」の進行役での出演を機に、後の『魂のラジオ』で荘口をパートナーに指名した、同い年である福山雅治の縁で、福山の所属事務所アミューズに所属することが決まった。

## 人物
- フリーになる前に荘口は『Oh!デカナイト』で共演していた伊集院光にTBSラジオで番組を持てないか相談を持ち掛けたが、伊集院は相談当時でも肩身が狭い状態で番組を受け持っていることを明かし、結果頼りに出来ないことを理解した。また、ニッポン放送時代から尊敬するラジオパーソナリティであることを明かしている[6]
- アニラジ番組を受け持っていた理由は元来、荘口が自らアニメマニアであった事を明かしていたためで、結果フリー転向以前から他局のアニラジ番組にゲスト出演するケースが多かった。また、フリー以後もアニメ関連イベントの司会業の仕事も受け持つことがある。
- 荘口はフリー以後も古巣であるニッポン放送の番組を受け持っている関係で局舎に出入りすることが多く、社内事情を把握しているため『とくダネ!』で共演していたフジテレビに転籍した後輩で元同局アナウンサーであった川野良子に社内事情を情報提供していた[7]。
- 趣味は自転車で、番組の企画やプライベートでツール・ド・東北など数々の競技会に参加。
- 2018年頃から肥満対策でキックボクシングを始め現在も継続中。

## 出演番組

### 現在

#### テレビ
- 新日ちゃん。（テレビ朝日）※ナレーション  - 	2020年10月9日 -

#### ラジオ
- 福山雅治と荘口彰久の「地底人ラジオ」（渋谷のラジオ）※パーソナリティ - 2018年4月1日 -
- YUGO・荘口やりやラジオ（ニッポン放送）※アシスタント - 2020年11月10日 -

### 過去

#### ニッポン放送時代
- 鶴光の噂のゴールデンアワー（街かど天気予報担当）
- TOYOTA 飛び出せ街かど天気予報
- Vジャンプ海賊ステーション
- 伊集院光のOh!デカナイト（中継リポーター）
- ぽっぷん王国ミュージックスタジアム（パーソナリティ） - 1999年4月 - 2000年9月
- ミッドナイトミュージックダンク（パーソナリティ） - 1995年5月1日 - 11月30日
- 岩男潤子と荘口彰久のスーパーアニメガヒットTOP10（パーソナリティ）※改題以後も担当 - 1996年10月17日 - 2000年3月22日
- アニメトライアルシアター（アシスタント） - 1996年10月 - 1997年3月
- アニゲパラダイス（文化放送制作）※裏局とのダブルネーム番組 - 1999年7月18日
- 超機動放送アニゲマスター（文化放送）※ゲスト - 1998年9月25日、12月12日
- 松村邦洋のオールナイトニッポン（荘口取調室、ためして早ガッテンのコーナー）
- 荘口彰久のオールナイトニッポンR（パーソナリティ） - 1998年6月 - 2000年9月
- タモリの週刊ダイナマイク（アシスタント）- 1998年10月11日 - 2001年3月、2002年10月6日 - 2004年3月
- 西川貴教のオールナイトニッポン※西川の代理パーソナリティ
- 西川貴教のallnightnippon SUPER!
- 石川よしひろのオールナイトニッポン（たまに出演）
- たまそう音楽堂（パーソナリティ） - 2000年10月7日 - 2001年10月27日
- LF+R DREAM PLUS
- 荘口彰久のLF+RフライングNIGHT!（パーソナリティ） - 1999年10月4日 - 2001年4月25日
- 原千晶と荘口彰久のSunday Sound Mission（アシスタント） - 2002年1月6日 - 9月29日
- 原千晶と荘口彰久のSunday Sound Walker（アシスタント） - 2002年1月6日 - 9月29日
- そーぐちの今すぐ聴きたい!（ミュージックコンパイラー※パーソナリティ） - 2002年10月 - 2004年3月21日
- そーぐち・山瀬の涙の電話リクエスト（アシスタント） - 2002年10月 - 2004年3月
- ネクストブレイクファクトリー

### フリー以後

#### テレビ
- 福山雅治・西川貴教のオールナイトニッポンTV (フジテレビ)※ナレーター - 2001年9月30日
- ミュージックステーション（テレビ朝日）※「NORTHERN BRIGHT AND THEIR FRIENDS」のバックコーラス - 2002年3月22日
- まんとら〜マンガ虎の穴〜（tvk） - 2008年1月「まんとらNEWS」キャスターとして
- サイン（毎日放送）※大江童司たちの担任教師役（第2話以降） - 2011年1月19日 - 3月16日
- 泉谷しげると翼なき野郎ども（テレ朝チャンネル）
- Live News it!（フジテレビ）※「アレコレト!」進行担当（月 - 木曜）2019年4月1日 - 2020年9月24日
- 情報プレゼンター とくダネ!（フジテレビ）※ナレーター、取材リポーター

#### インターネット動画配信
- 荘口彰久のブロードバンド!ニッポン（LFX mudigi） - 2006年10月2日 - 2007年3月26日
- TOKYO AFTER6（Suono Dolce） - 2007年4月2日 - 2012年3月26日
- エンタメMOC（モバHO!）
- 中島美嘉のやればできるもん!（アシスタント）※中島美嘉公式Webサイト
- ゲームアプリ公式生放送 セガステーション（YouTube Live・FRESH!） - 2017年8月 - 2019年3月

#### ラジオ
- Music Vibes（TOKYO FM） - 2004年10月4日‐2005年9月29日
- so good!（TOKYO FM）- 2005年10月 -
- クリエイターズ・ファクトリー（TOKYO FM）
- DHC COUNTDOWN jp（JFN） - 2006年4月1日 - 2012年3月31日
- 1314 V-STATION FRIDAY SPECIAL V-Kingdom （ラジオ大阪） - 2006年4月7日 - 2007年3月30日
- 電撃文庫 DENGEKI 15×15（文化放送、ラジオ大阪）
- DENGEKI 20×20～電撃20年祭への道（文化放送、ラジオ大阪）
- DAILY FLYER（JFN）※大橋俊夫の代理
- アラフォーII、III 〜あの日聞こえてきた音楽は・・・今も輝いている〜（NHK-FM） - 2009年8月1日、2009年12月27日
- 生島ヒロシのおはよう定食・おはよう一直線（TBSラジオ） - 2012年1月5日※生島ヒロシの代理
- Wanted!!（TBSラジオ）※火曜 - 2013年1月
- 以下、古巣であるニッポン放送の番組
  - 福山雅治のオールナイトニッポンサタデースペシャル・魂のラジオ（アシスタント） - 2004年10月 - 2015年3月28日
  - よかばい熊本（パーソナリティ） - 2008年10月3日 - 2010年3月
  - ラジオ・チャリティー・ミュージックソン スペシャル 『I'm with U キミと、24時間ラジオ』 - 2011年4月9日- 4月10日
  - 上柳昌彦 ごごばん!（「HISPresents ごごばん世界を訪ねて」トリビアハンター(コメンテーター)） - 2014年4月4日 - 2015年3月27日
  - 夏目三久 Tokyo♥ナビゲッチュ〜!（中継リポーター ゲッチュ〜ず3号） - 2012年4月22日、2012年5月13日、2013年5月20日※隔週
  - 高藤博士のアイデア10分トーク!（アシスタント） - 2016年10月 -
  - 今夜もオトパラ!（アシスタント）※金曜のみ - 2015年10月‐2016年3月、2017年10月 - 2018年3月）
  - 欅坂46のオールナイトニッポン（アシスタント） - 2016年1月
  - 欅坂46のオールナイトニッポンR（アシスタント） - 2016年1月30日、2月27日、3月26日
  - スイスイサタデー カロ・ソリーゾ（パーソナリティ） - 2016年1月9日 - 2017年9月30日
  - max matsuura 仕事が遊びで遊びが仕事（アシスタント） - 2016年7月 - 2020年9月27日
  - SHE THREE ハートフルタイム REPROFILE → 劇団EXILEのREPROFILE（パーソナリティ） - 2017年10月7日 - 2019年3月26日、2019年4月1日 - 2020年10月5日
  - 大橋未歩 金曜ブラボー（パートナー） - 2018年10月5日 - 2020年3月28日
  - 荘口彰久のサウンドコレクション（パーソナリティ） - 2018年4月27日、5月3日、6月19、20、23日、7月19日
  - シン・エヴァンゲリオンのオールナイトニッポン（総合MC） - 2021年6月21日
  - オールナイトニッポン0(ZERO) 〜ミュージック&スポーツスペシャル〜（パーソナリティ） - 2024年8月6日（5日深夜）、13日（12日深夜） ※フワちゃんのオールナイトニッポン0(ZERO)が放送休止となったため、“代替番組”として編成。
  - オールナイトニッポンX 〜ミュージック&スポーツスペシャル〜（パーソナリティ） - 2025年5月20日（19日深夜） ※永野芽郁のオールナイトニッポンXが急遽打ち切りとなったため、“代替番組”として編成。

## その他

### 雑誌連載
- ESSE（扶桑社）『荘口彰久のMUSICチョイス!』
- 月刊TV SPORTS（学習研究社）『荘口彰久のマイナースポーツ王』

### 楽曲
- Try To Jump（CUZU名義、作詞・荘口彰久 作曲・DAITA 編曲・五十嵐宏治）